# Bisaltes flaviceps
Bisaltes flaviceps là một loài bọ cánh cứng trong họ Cerambycidae.